# Try, Try, Try
"Try, Try, Try" er en sang skrevet af Billy Corgan og indspillet af Smashing Pumpkins. Det er den anden single fra albummet MACHINA/the Machines of God fra 2000. 
Singlen blev udgivet 11. september 2000, få dage efter at bandet havde udgivet 25 nye sange til fri downloadning på bandets hjemmeside (MACHINA II/Friends and Enemies of Modern Music). På MACHINA II var også inkluderet en anderledes version af "Try, Try, Try", der havde fået titlen "Try (alt.)" med en anden, men lignende tekst og musik. 
Musikvideoen, der var instrueret af Jonas Åkerlund, var den tredje i rækken af musikvideoer fra MACHINA/the Machines of God. Udover musikvideoen blev der også filmet en kortfilm med titlen Try, der illustrerede indholdet af musikvideoen bedre og med en anden og mere tragisk afslutning. 

## B-sider
- "Here's to the Atom Bomb"

"Here's to the Atom Bomb" er skrevet af Billy Corgan. Denne version er ikke den samme, som den, der blev udgivet på MACHINA II/Friends and Enemies of Modern Music et par dage tidligere.